# Stabilizace obrazu

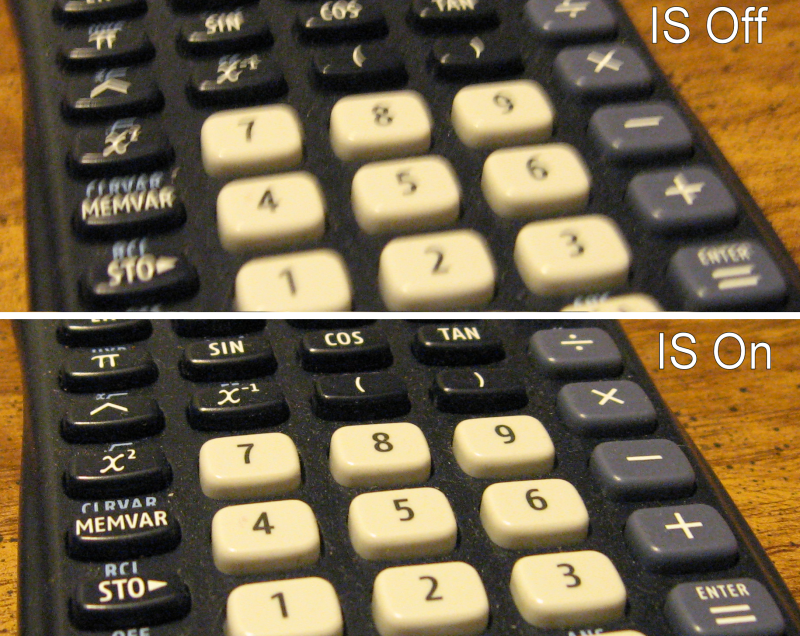
Porovnání dvou fotografií klávesnice. Horní snímek je pořízen s vypnutou, spodní se zapnutou stabilizací obrazu.

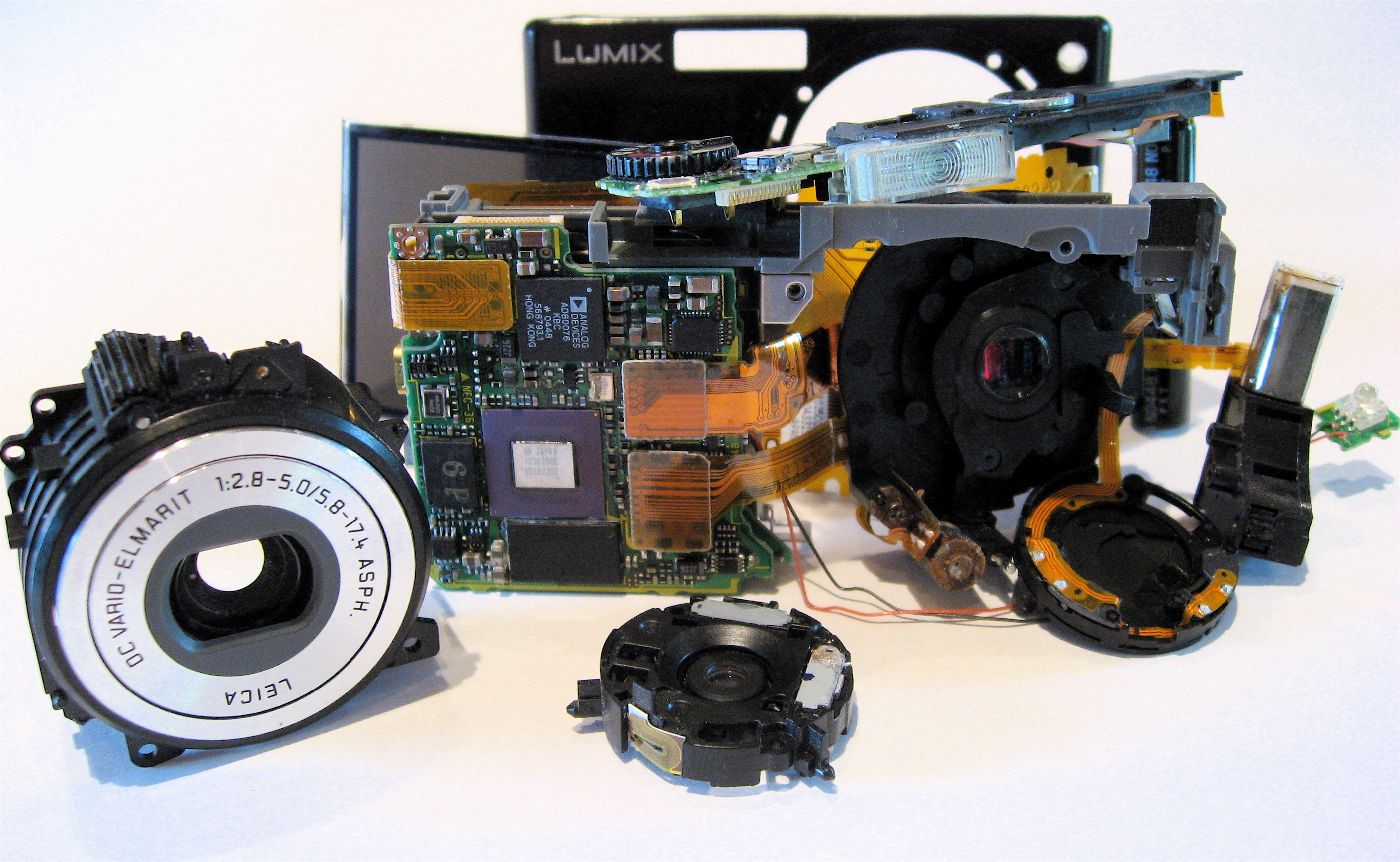
Stabilizátor obrazu je uprostřed dole

Stabilizace obrazu je řada různých technik zaměřených na zvýšení stability obrazu. Používá se v dalekohledech se stabilizací obrazu, fotografii, videografii a astronomických teleskopech. U fotoaparátů je roztřesení fotoaparátu značně problematické při dlouhých časech závěrky nebo s dlouhými ohniskovými vzdálenostmi teleobjektivů. U videokamer může roztřesení kamery způsobit viditelné chvění mezi půlsnímky v nahraném videu. V astronomii jsou tyto problémy násobené měnícími se variacemi v atmosféře, které způsobují zdánlivou změnu polohy objektů.

## Techniky stabilizace obrazu

### Optická stabilizace obrazu
Optický stabilizátor obrazu, často zkracovaný jako OIS (Optical Image Stabilizer), je mechanismus použitý v digitálních fotoaparátech a videokamerách, který stabilizuje nahrávaný obraz změnou optické cesty k senzoru.

V implementaci firmy Canon funguje s použitím plovoucího čočkového členu, který se posouvá ortogonálně k optické ose objektivu za použití elektromagnetů. Vibrační signál, který je kompenzovaný stabilizačním čočkovým členem, je obvykle získán použitím dvou piezoelektrických senzorů zjišťujících úhlovou rychlost (často také nazývaných gyroskopické senzory).

### Posun obrazového senzoru

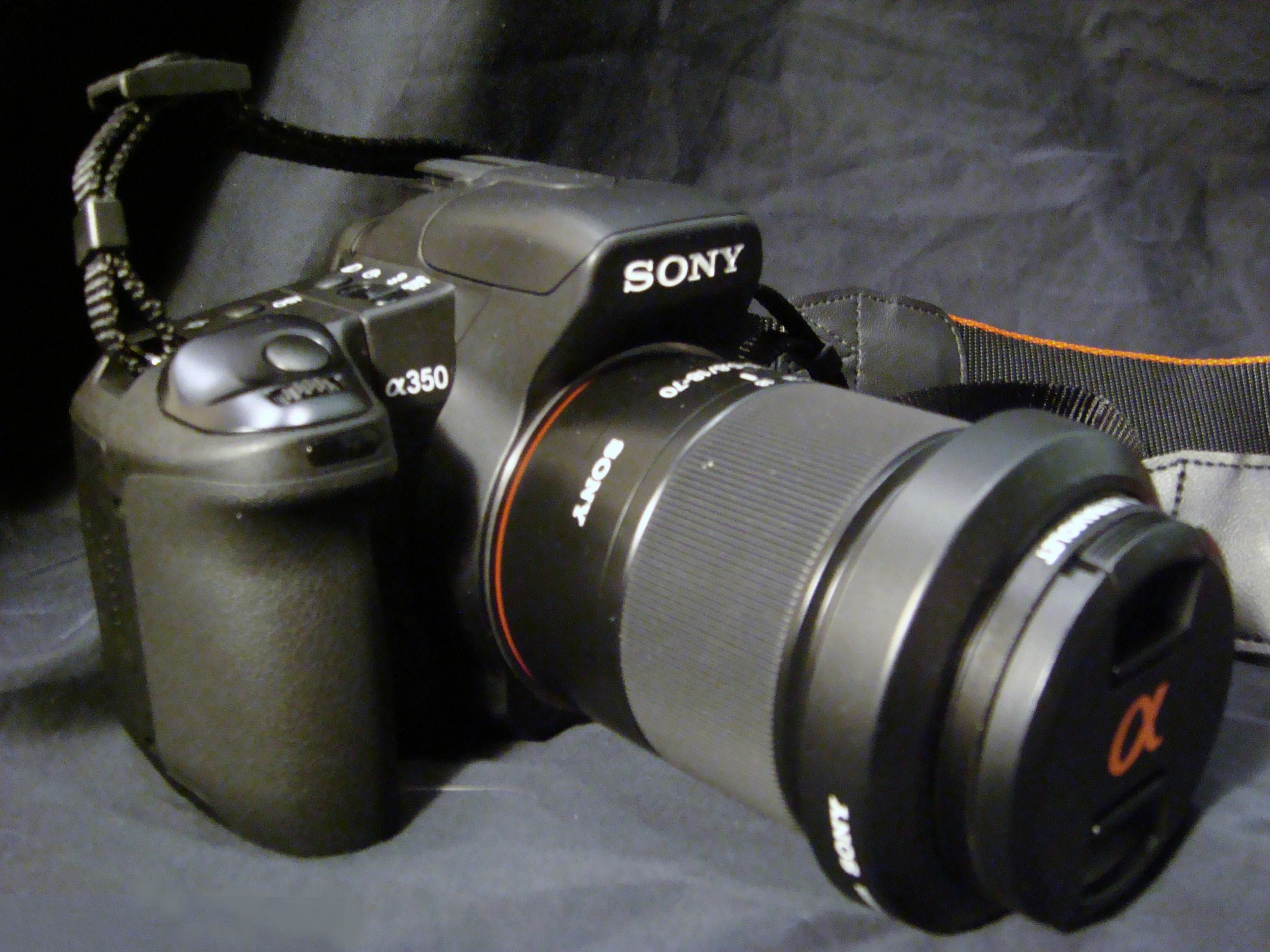
Sony Alpha-350

Senzor, který zachytává obraz, může být posunutý takovým způsobem, aby protichodně reagoval na pohyb fotoaparátu. Konica Minolta použila techniku nazvanou "anti-shake", nyní marketingově označovanou jako SteadyShot v řadě fotoaparátů Sony α, která se spoléhá na velmi přesný senzor na zjišťování úhlové rychlosti, aby detekovala pohyb fotoaparátu. Jiní výrobci používají Digitální signálový procesor (DSP) na analýzu obrazu za běhu a následně podle toho posouvají senzor.

### Digitální stabilizace obrazu
Digitální stabilizace obrazu se používá v některých videokamerách. Tato technika posouvá elektronický obraz ze snímku do snímku videa dostatečně (dodatečně?), aby negovala pohyb. Používá pixely za okrajem viditelného rámu na poskytnutí "nárazníku" pro pohyb.

### Stabilizační filtry
Řada nelineárních střihových systémů používá stabilizační softwarové filtry, které dokáží opravit nestabilizovaný obraz následováním pohybu pixelů v obraze a nápravou obrazu pohybem políčka. Proces je podobný jako digitální stabilizace obrazu, ale když tu není žádný "větší" obraz, který by fungoval jako nárazník, tak filtr buď ořízne obraz na menší, aby skryl pohyb políčka nebo se pokusí znovu vytvořit ztracený obraz na okrajích pomocí extrapolace.

### Orthogonal Transfer CCD
Orthogonal transfer CCD (OTCCD) se používá v astronomii a funguje tak, že posouvá obraz v rámci CCD senzoru po dobu toho jak je obraz zachytáván podle analýzy předpokládaného pohybu jasných hvězd. Toto je vzácný příklad digitální stabilizace pro statické obrázky.

Příkladem tohoto způsobu je gigapixelový teleskop Pan-STARRS, který byl roku 2007 postaven na Havaji.